# Moutier-Malcard
Moutier-Malcard – miejscowość i gmina we Francji, w regionie Nowa Akwitania, w departamencie Creuse.
Według danych na rok 1990 gminę zamieszkiwały 573 osoby, a gęstość zaludnienia wynosiła 22 osoby/km² (wśród 747 gmin Limousin Moutier-Malcard plasuje się na 226. miejscu pod względem liczby ludności, natomiast pod względem powierzchni na miejscu 220.).

## Populacja

Populacja Moutier-Malcard w latach 1962–2008